# Бруснички мајдани камена
Бруснички мајдани камена налазе се у атару села Брусница, општина Горњи Милановац. Сматра се да је село по овом камену од којих се праве брусеви управо и добило име. У Брусници су постојала два мајдана камена: Мауковац и Тоцилине. Црвенкасти мауковачки и жућкаст тоцилински пешчар приближне су тврдоће.

## Својства камена
Пешчари су седиментне стене настале таложењем минерала различитог састава и величине зрна. Њихова употреба претежно зависи од крупноће гранулата.

### Употреба
У прошлости, камен из брусничких мајдана највише је коришћен за различите намене у грађевинарству и прављење камених корита. Жућкасти пешчар најфиније структуре употребљаван је за израду брусева и тоцила. Велику примену имао је и у изради надгробних споменика таковског и љубићског краја.